# Boulevard historique de Sébastopol
Le boulevard historique (en ukrainien : Iсторичний бульвар, russe : Исторический бульвар) est une voie du centre de Sébastopol.

## Situation et accès
Situé sur une hauteur au-dessus de la baie sud dans la partie centrale de la ville, le boulevard a été conçu comme en ensemble à la mémoire de la guerre de Crimée. Il est entouré d'un mur et recèle de nombreuses espèces d'arbres et arbustes et en son cœur se trouve le Panorama du siège de Sébastopol.

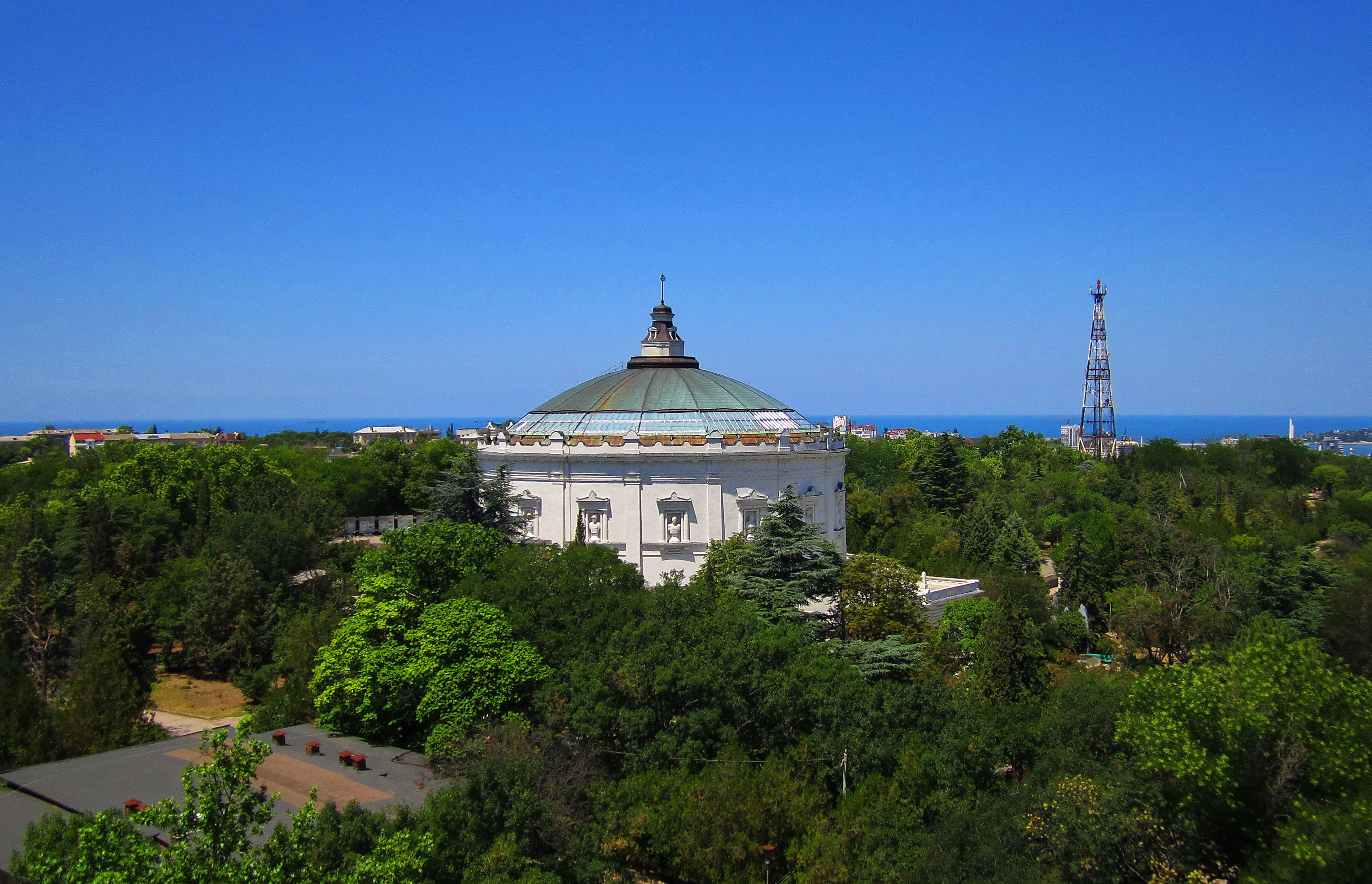
Le bâtiment du panorama classé en son décor.

## Historique
Lorsque les troupes franco-anglaises débarquèrent, dans le cadre de la guerre de Crimée, le 2 septembre 1854 à Eupatoria, les fortifications du boulevard étaient encore en cours de construction. Une fois terminées et armées elles tombèrent sous le feu des batteries de siège françaises et britanniques. Pendant la défense de Sébastopol, le 4e bastion, la redoute Yazonovsky et 27 batteries numérotées furent érigés sur la hauteur et ses pentes.

## Quelques images

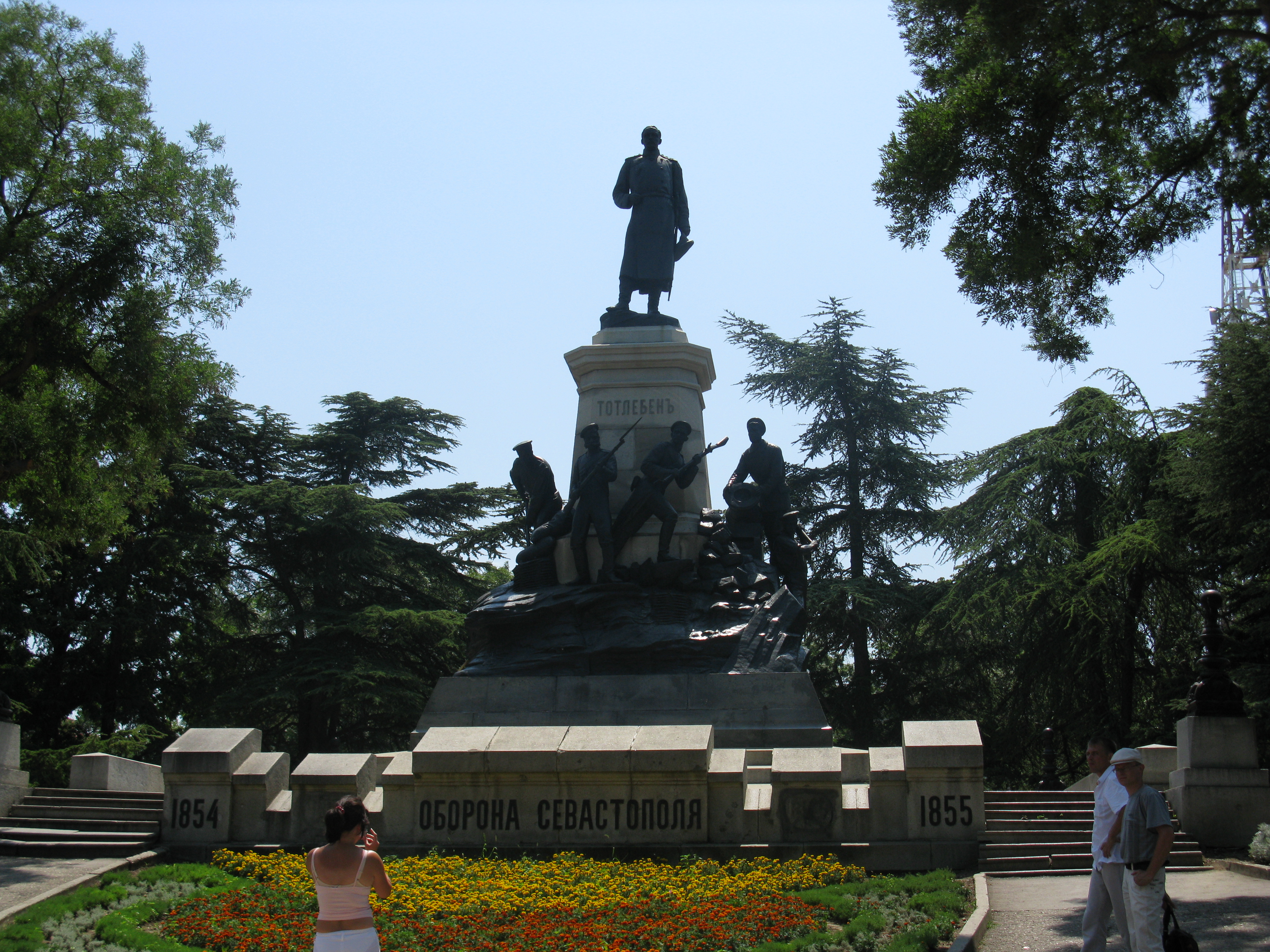
Monument Totleben classée[2],
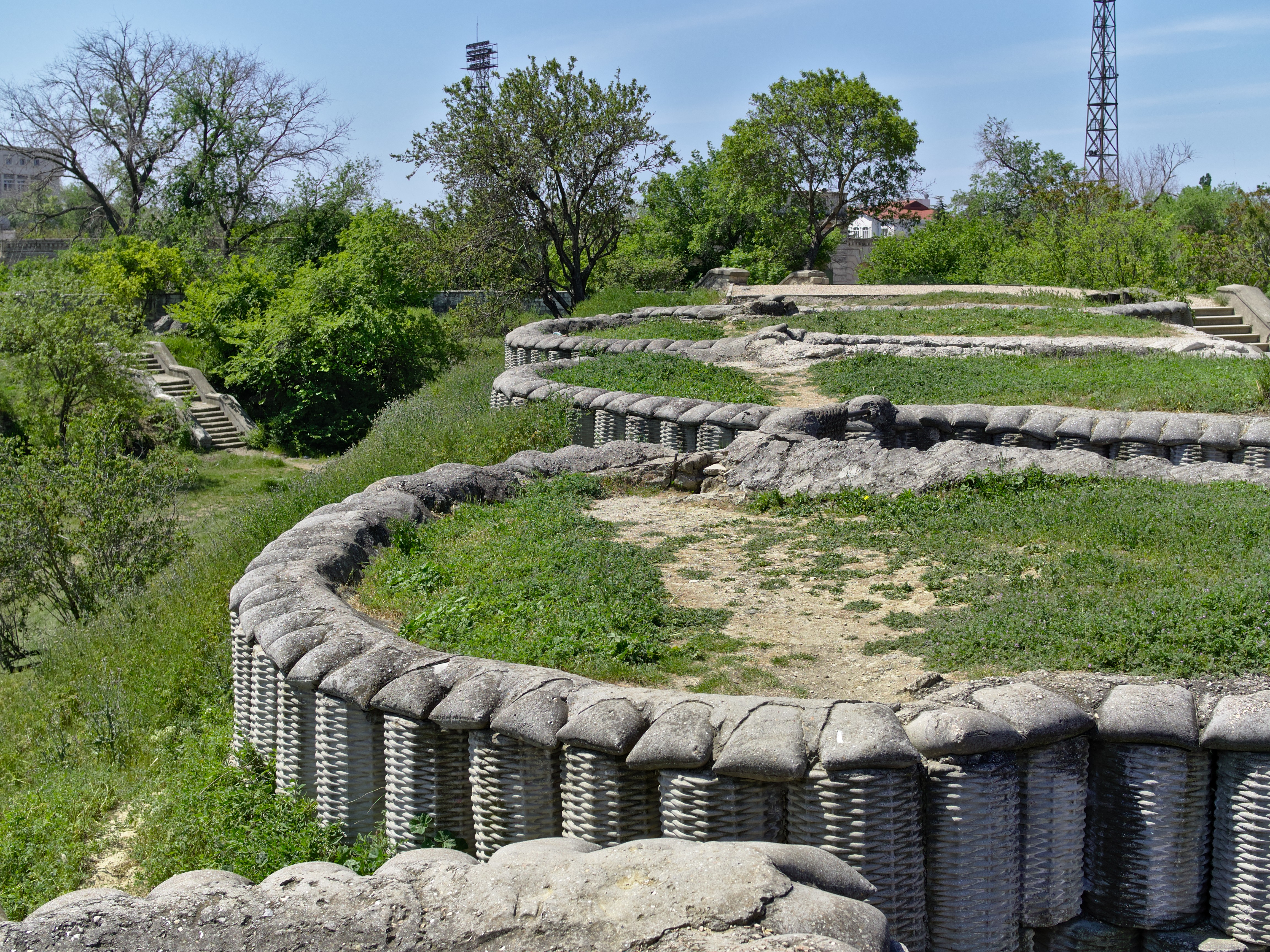
le 4e bastion classée
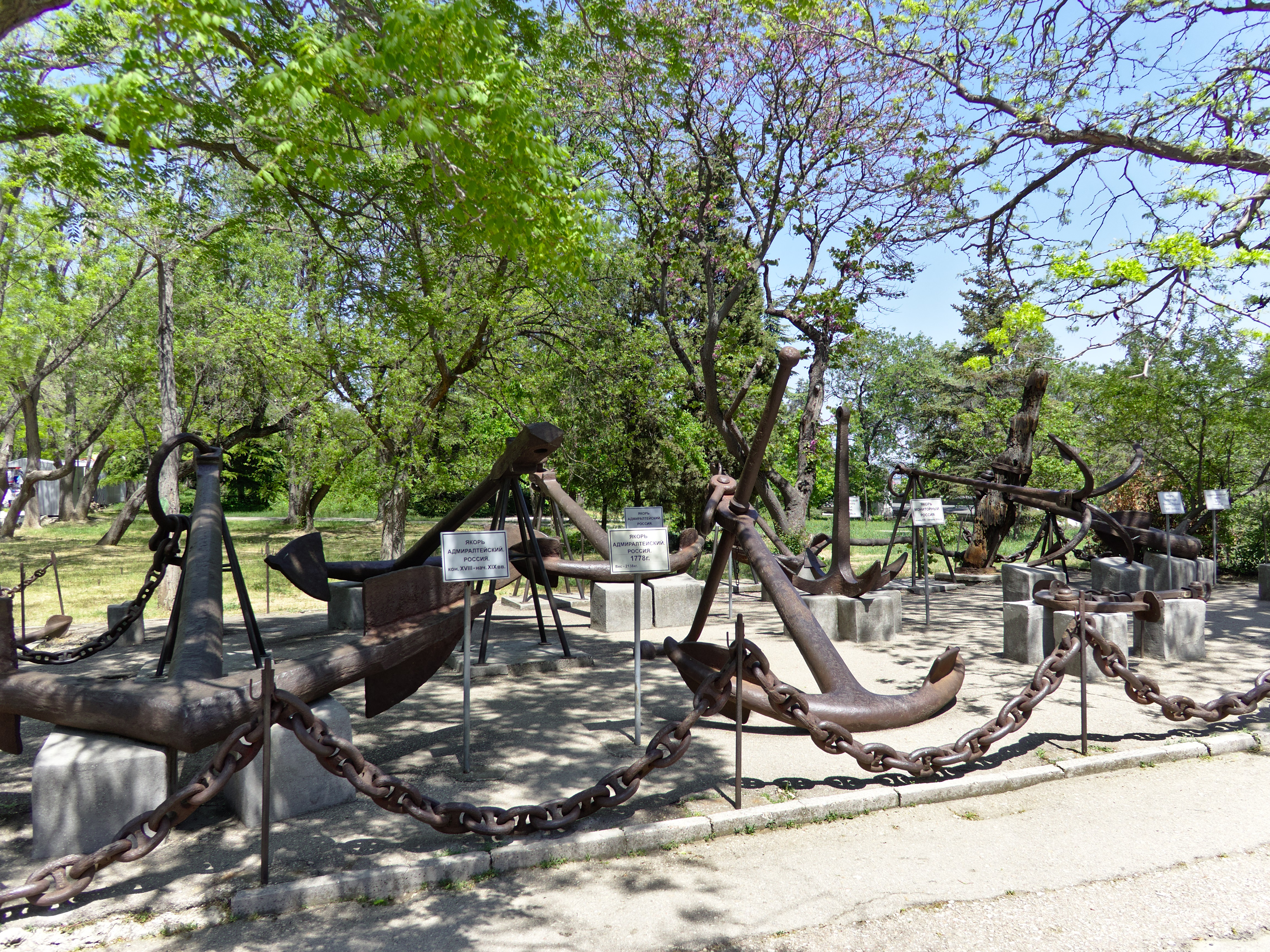
l'exposition des ancres,
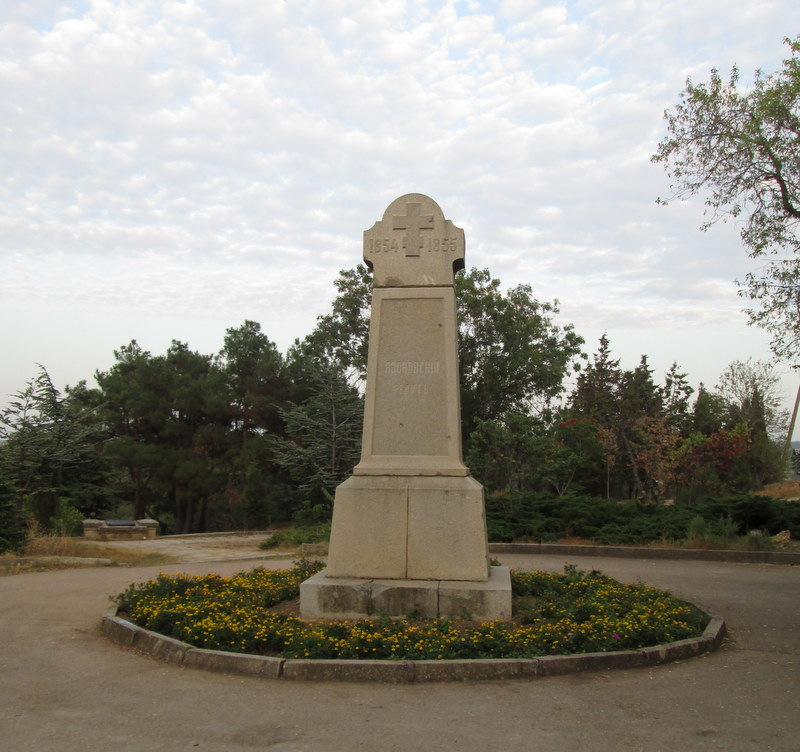
monument aux combattants de la redoute Yablonski classée
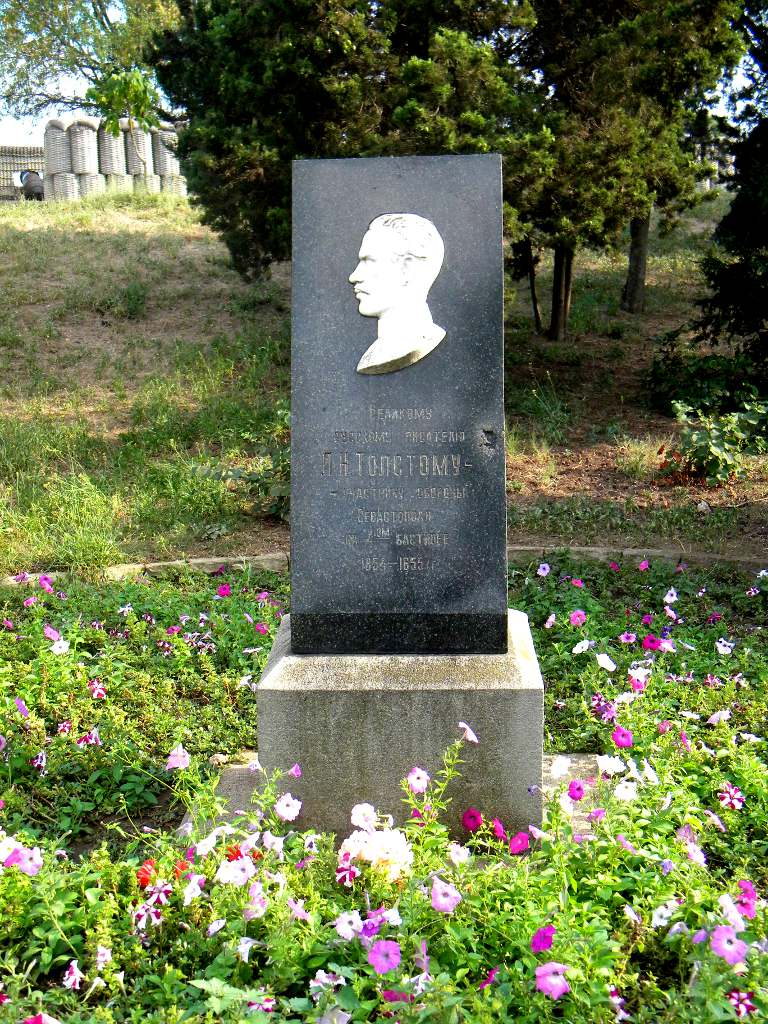
stèle à Léon Tolstoï classée
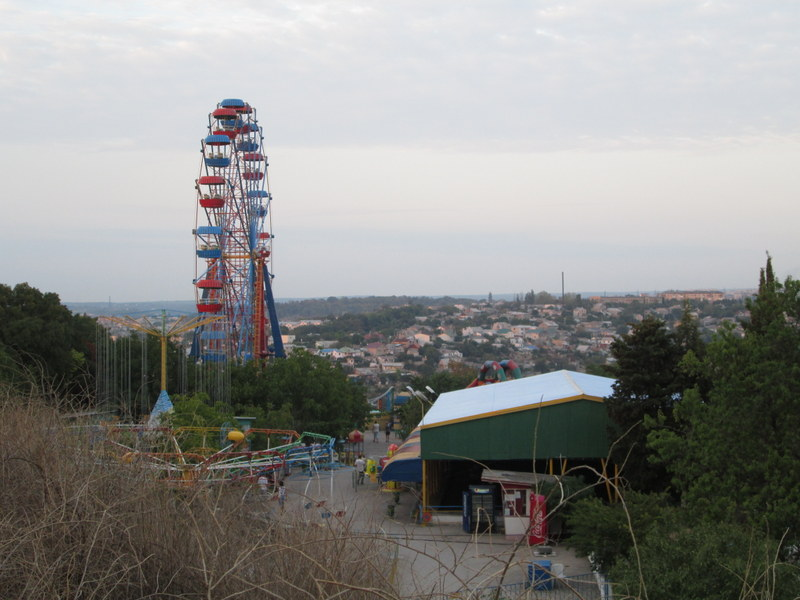
vue du site en fête,
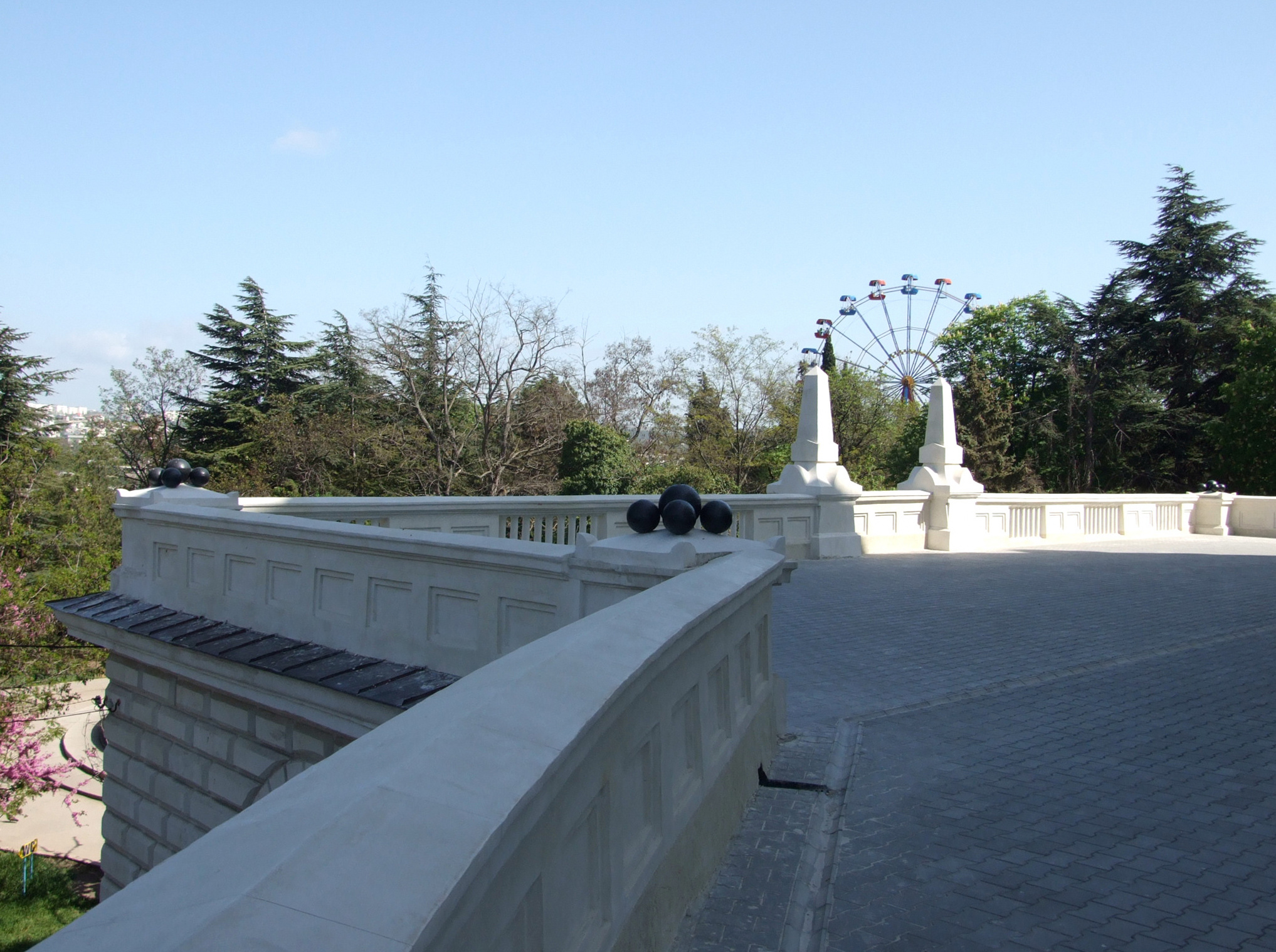
le mur.